# Bostrychia
Bostrychia é um género de íbis da família Threskiornithidae. As espécies do género são encontradas em muitos países da África.
Este género contém as seguintes espécies:
| Imagem | Nome científico        | Nome comum              | Distribuição |
| ------ | ---------------------- | ----------------------- | --- |
|        | Bostrychia carunculata | Íbis-carunculada        | Etiópia |
|        | Bostrychia hagedash    | Íbis-hadada ou Singanga | Sudão, Burundi, Etiópia, Senegal, Uganda, Tanzânia, Gabão, República Democrática do Congo, Camarões, Gâmbia, Quênia, Somália, Lesoto, Suazilândia, Botswana, Moçambique, Zimbábue e África do Sul. |
|        | Bostrychia olivacea    | Íbis-olivácea           | Camarões, República Democrática do Congo, República do Congo, Côte d'Ivoire, Gabão, Gana, Quênia, Libéria, Nigéria, Serra Leoa, Zaire, Tanzânia e Ilha de São Tomé e Príncipe                      |
|        | Bostrychia bocagei     | Íbis-de-são-tomé        | São Tomé |
|        | Bostrychia rara        | Íbis-malhada            | Angola, Camarões, República Centro-Africana, República do Congo, República Democrática do Congo, Costa do Marfim, Guiné Equatorial, Gabão, Gana, Guiné, Libéria, Nigéria, Serra Leoa e Uganda      |